# Diaea limbata
Diaea limbata är en spindelart som beskrevs av Kulczynski 1911. Diaea limbata ingår i släktet Diaea och familjen krabbspindlar. Inga underarter finns listade i Catalogue of Life.